# Hualālai
Der Hualālai (deutsch: Hualalai) ist neben dem Kīlauea und dem Mauna Loa einer der drei aktiven Vulkane auf Hawaii, der größten Insel des hawaiischen Archipels. Er liegt westlich des Sattels zwischen Mauna Kea und Mauna Loa. Sein Gipfel liegt 2521 Meter über dem Meeresspiegel. Die nächste größere Stadt ist Kailua-Kona, die sich an seiner Südflanke befindet.

## Eruptionen
Zwischen 1700 und 1801 trat Lava an sechs unterschiedlichen Stellen aus. Dabei ist auch Lava bis in den Ozean gelangt. Der Keahole Airport, der sich 11 Kilometer nördlich von Kailua-Kona befindet, ist auf einem großen Lavafeld in der Nähe von Keahole Point errichtet worden.
Obwohl der Hualālai nicht annähernd so aktiv ist wie Mauna Loa oder Kīlauea, zeigen neueste Untersuchungen, dass 80 Prozent der Oberfläche des Berges von Lava bedeckt sind, die nicht älter als 5000 Jahre ist. In den letzten zwei Jahrzehnten, als die meisten neuen Hotels, Privat- und Geschäftshäuser errichtet wurden, gab es vergleichsweise selten stärkere Erdbeben in der Region. Im Jahre 1929 hatte es eine ganze Serie von Erdbeben gegeben, die insgesamt über einen Monat andauerte. Diese war vermutlich die Folge von Magma, das bis kurz unter die Oberfläche aufstieg. Unter anderem deshalb wird der Hualālai auch heutzutage immer noch als potenziell gefährlicher Vulkan angesehen. Ein Ausbruch innerhalb der nächsten 100 Jahre gilt als sehr wahrscheinlich.

Lage des Hualālai im Verhältnis zu den anderen Vulkanen
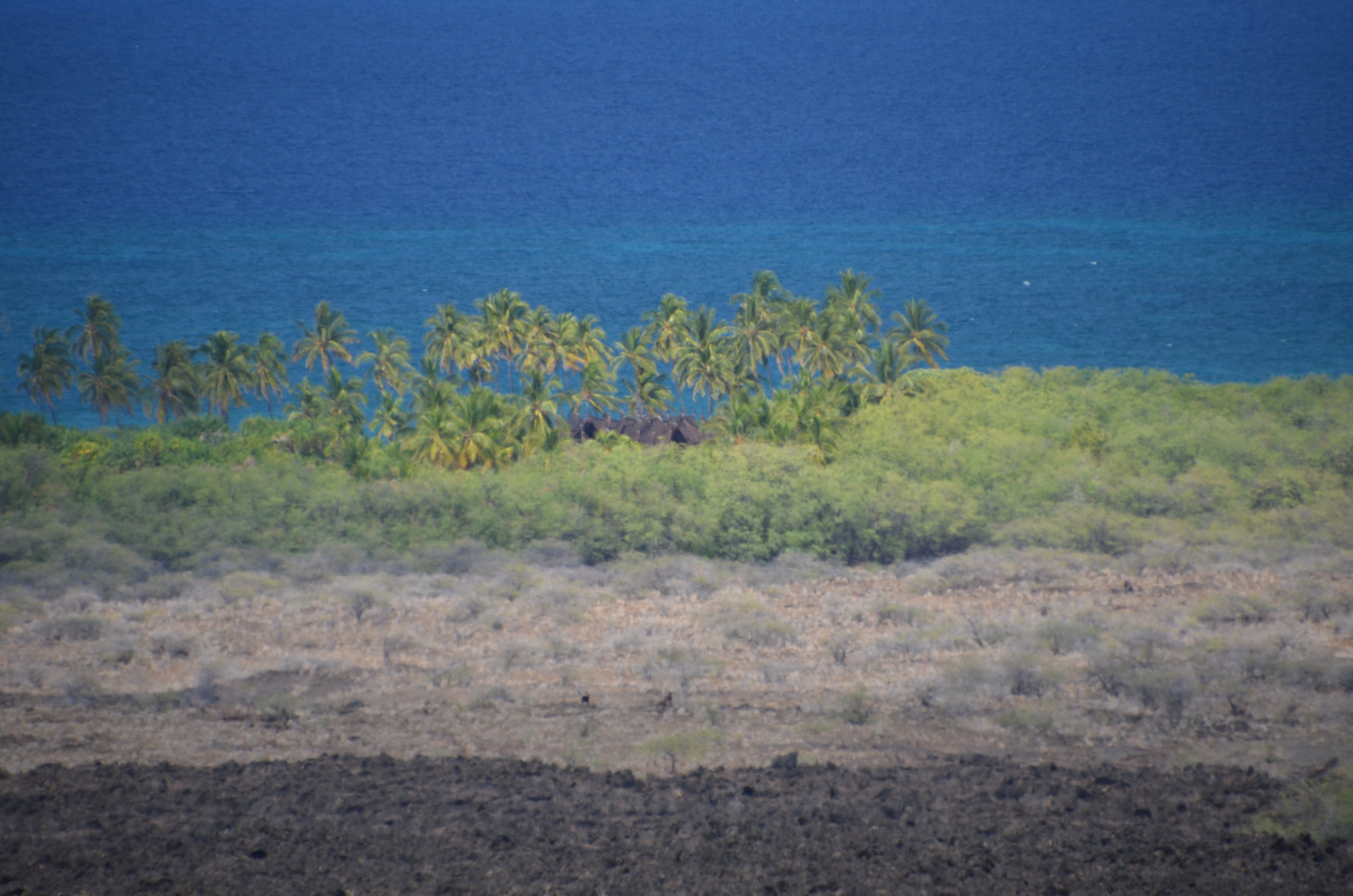
ʻAʻā-Lava in Nord-Kona mit zunehmender Vegetation in Richtung Küste